# Tarcisio Isao Kikuchi
Tarcisio Isao Kikuchi SVD (jap. タルチシオ菊地功 Taruchishio Kikuchi Isao; ur. 1 listopada 1958 w Miyako (prefektura Iwate) – japoński duchowny rzymskokatolicki, werbista, przełożony prowincjalny werbitów w Japonii w latach 1999–2004, biskup diecezjalny Niigaty w latach 2004–2017, administrator apostolski sede vacante diecezji Sapporo w latach 2009–2013, arcybiskup metropolita Tokio od 2017, administrator apostolski sede vacante diecezji Niigaty w latach 2017–2020, przewodniczący Caritas Internationalis od 2023, kardynał prezbiter od 2024.

## Życiorys
W marcu 1985 złożył śluby zakonne w zgromadzeniu werbistów. 15 marca 1986 przyjął święcenia kapłańskie. Po święceniach pracował jako misjonarz w Ghanie. W 1993 wrócił do kraju i został nauczycielem w zakonnym postulacie, zaś rok później objął funkcję radnego japońskiej prowincji zgromadzenia. Od 1999 przełożony tejże prowincji.
29 kwietnia 2004 papież Jan Paweł II powierzył mu urząd biskupa Niigaty. Sakry udzielił mu 20 września 2004 Peter Takeo Okada, ówczesny arcybiskup metropolita Tokio.
25 października 2017 papież Franciszek mianował go arcybiskupem metropolitą Tokio. Ingres odbył się 16 grudnia 2017. Od 2022 przewodniczący Konferencji Biskupów Japonii. Od maja 2023 przewodniczący Caritas Internationalis.
6 października 2024 podczas modlitwy Anioł Pański papież Franciszek ogłosił jego nominację kardynalską. Na konsystorzu 7 grudnia 2024 został kreowany kardynałem prezbiterem kościoła św. Jana Leonardi. Brał udział w konklawe 2025, które wybrało papieża Leona XIV.